# Oligochaeta
Los oligoquetos (Oligochaeta, del griego oligos, poco, pequeño, y del latín chaetae, cerdas) o lombrices son una subclase del filo Annelida (anélidos o gusanos segmentados), clase Clitellata (que poseen un clitelo o 'collar' que forma un capullo reproductivo), que incluye de 3500 a 4000 especies, las cuales se encuentran en una gran variedad de hábitats: terrestres (la gran mayoría), marinos, dulceacuícolas y de vida parasitaria (muy pocos).
A diferencia de los poliquetos, los oligoquetos están desprovistos de parápodos y las quetas son pequeñas y escasas; en los oligoquetos marinos, dichas quetas son más largas y abundantes que en los terrestres. El oligoqueto más representativo es la lombriz de tierra.
Otras especies de oligoquetos son los tubifex (Tubificidae), Lumbriculus variegatus (Lumbriculidae) comedores de detritus, filtradores y predadores como Agriodrilus y Phagodrilus.

## Morfología externa
La forma general del cuerpo es casi cilíndrica. Como en el resto de anélidos, el cuerpo está dividido en metámeros, y posee tres regiones:

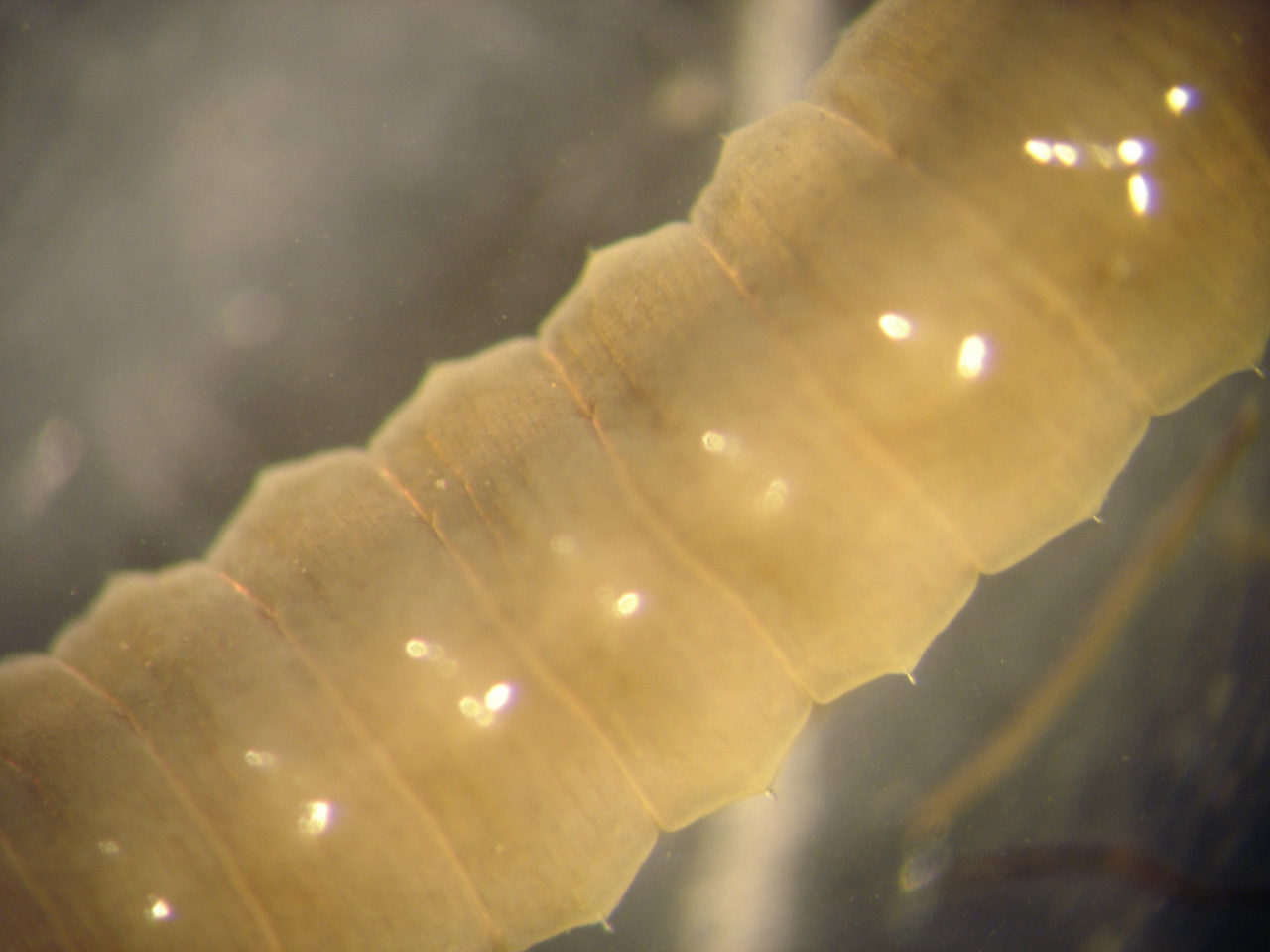
Quetas de Lumbricidae.

- Prostomio o región cefálica, que, a diferencia de los poliquetos, carece de apéndices.
- Tronco o región mediana, constituido por metámeros homónomos, en un número que oscila de 7 a 600. Salvo raras excepciones presentan cuatro pares quetas por metámero, siempre menos numerosas que en los poliquetos. Las quetas anclan al animal en el desplazamiento y en la excavación de túneles.
- Pigidio, donde se abre el ano.

Ciertas especies poseen quetas sexuales, más largas, que son excitantes durante la cópula y que pueden actuar como órganos penetrantes para la inseminación.
La mayoría de los oligoquetos poseen en el dorso unos poros que conectan con el celoma por donde expulsan sustancias de carácter defensivo, provista de antibióticos (en lombrices que viven en medios con materia orgánica en descomposición) o de olor y sabor repugnante.
Una formación muy evidente en los oligoquetos es el clitelo. Se trata de zona glandular con segmentos más hinchados que el resto y que es la manifestación externa de los órganos sexuales; a veces posee tubérculos prominentes que se usan en la sujeción de la pareja durante la cópula. El clitelo aparece en el momento de la madurez sexual y es el responsable de la formación del capullo donde se desarrollarán los huevos, y de la formación del cilindro mucoso que sirve para la cópula. El clitelo y sus anexos tiene una gran importancia en la sistemática del grupo.

## Anatomía

### Tegumento y celoma
La cavidad general, llamada celoma, está llena de fluido en el cual están suspendidos el intestino y otros órganos. Los oligoquetos tienen típicamente un celoma espacioso que es usado como hidroesqueleto. Este se encuentra dividido en segmentos mediante tabiques transversales. Siendo este órgano, el encargado de la comunicación con el exterior a través de los poros dorsales y  de los excretores en los nefridios situados en la región lateroventral.
Cada tabique separa un segmento del cuerpo, que incluye una porción de los sistemas nervioso y circulatorio, permitiendo que funcione de manera relativamente independiente; cada uno de estos segmentos se denomina metámero. Cada metámero está marcado externamente por uno o más anillos. Cada metámero tiene una capa externa (una delgada cutícula y epidermis con abundantes células productoras de moco) y, por debajo, una capa de músculo circular sobre una de músculos longitudinales, que son las responsables de los movimientos peristálticos con que se desplaza el animal. En la lombriz de tierra, los músculos longitudinales están reforzados por laminillas colagenosas.

Diagrama anatómico de un oligoqueto: 1 - lumen intestinal. 2 - tiflosolio. 3 - quetas. 4 - cutícula. 5 - vasos sanguíneos. 6 - musculatura circular. 7 - musculatura longitudinal. 8 - septo metamérico. 9 - vesícula metanefridial. 10 - metanefridio. 11 - ganglio nervioso ventral metamérico.

### Aparato digestivo y excretor
El aparato digestivo se inicia en la boca, que puede ser evertible, a la cual sigue la faringe, abundante en fibras musculares, capaz de producir una gran succión (forma de alimentación típica de las lombrices de tierra). A continuación vienen el estómago (formado por buche y molleja), el intestino, el recto y el ano. El intestino posee un surco mediano dorsal denominado tiflosolio que incrementa la superficie de absorción. La mayoría de oligoquetos se alimentan de materia orgánica en descomposición, hojas caídas y vegetación.
En la superficie externa del intestino, y rodeando el vaso sanguíneo dorsal, se encuentra el llamado tejido cloragógeno, propio de oliquetos. Este está constituido por células peritoneales modificadas (células cloragógenas), y cumple una función análoga a la que realiza el hígado en otros grupos animales, a saber, sintetiza y almacena glucógeno y grasas.
Los metanefridios eliminan los desechos del metámero. Los oligoquetos acuáticos excretan amonio mientras que los terrestres excretan urea, mucho menos tóxica.Las lombrices eliminan sus desechos por la boca.

### Aparato circulatorio y respiratorio
La circulación es cerrada, con un vaso dorsal pulsátil provisto de válvulas que actúa como corazón, impulsando la sangre hacia adelante, y un vaso ventral que la conduce hacia atrás; ambos están unidos por vasos transversales metaméricos. La sangre posee células ameboides incoloras; es roja ya que contiene, disuelta en el plasma, hemoglobina y, a veces, eritrocruorina.
El intercambio gaseosos es básicamente cutáneo, aunque algunos oligoquetos acuáticos poseen también respiración intestinal y otras branquias externas.

### Sistema nervioso
El sistema nervioso mantiene la estructura anélida básica, con ganglios cerebroides, collar pariesofágico y cordones longitudinales, con conectivos transversales y pares fusionados de ganglios en cada metámero. En el cerebro y en los ganglios ventrales hay células neurosecretoras, de función endocrina, que secretan neurohormonas que regulan la reproducción, los caracteres sexuales secundarios y la regeneración.
Los órganos de los sentidos son simples y están distribuidos por todo el cuerpo. Carecen de ojos pero tienen fotorreceptores en forma de lente por toda la epidermis, así como quimiorreceptores unicelulares; hay también muchas terminaciones nerviosas libre de probable función táctil.

## Reproducción y desarrollo
Los oligoquetos son hermafroditas proterándricos (las gónadas masculinas maduran antes que las femeninas), por lo que no pueden autofecundarse y necesitan aparearse; las gónadas están situadas en el clitelo. Los gametos son evacuados al celoma y salen al exterior por los gonoductos (oviductos y espermiductos). Generalmente presentan uno o dos pares de espermatecas, unos receptáculos donde se almacenan espermatozoides durante la cópula.
La mayoría de oligoquetos tienen fertilización externa (aunque en la familia africana de los Eudrilidae es interna). En el apareamiento, dos individuos se acoplan ventralmente y en sentido opuesto y el clitelo segrega una sustancia mucosa que facilita que los espermatozoides de cada individuo, recubiertos por una cápsula quitinosa (tecocisto), pasan a las espermatecas del otro. Hay por tanto, intercambio mutuo de espermatozoides, actuando los dos individuos como macho.
Tras la cópula, el clitelo segrega una sustancia que se coagula en contacto con el aire y forma un capullo gelatinoso en forma de anillo que se desplaza con los movimientos del cuerpo; primero pasa por los gonoporos femeninos donde recoge los óvulos y posteriormente por las espermatecas, donde recoge los espermatozoides, y se produce la fecundación. El capullo es luego depositado en el suelo o el limo. Su desarrollo es directo, no pasando por una larva trocófora.
La eclosión se retarda más cuanto más baja es la temperatura (de uno a cuatro meses), y lo mismo ocurre con la madurez sexual de los jóvenes (entre 6 y 10 meses).
En las formas más primitivas el modo normal de reproducción es la asexual, siendo la sexual una excepción. No obstante, dada la gran capacidad de regeneración, todos los oligoquetos pueden multiplicarse asexualmente por escisiparidad.
El crecimiento en muchos grupos ocurre por la duplicación de unidades segmentarias individuales. En otros el número de segmentos está fijado desde el desarrollo temprano.

## Filogenia

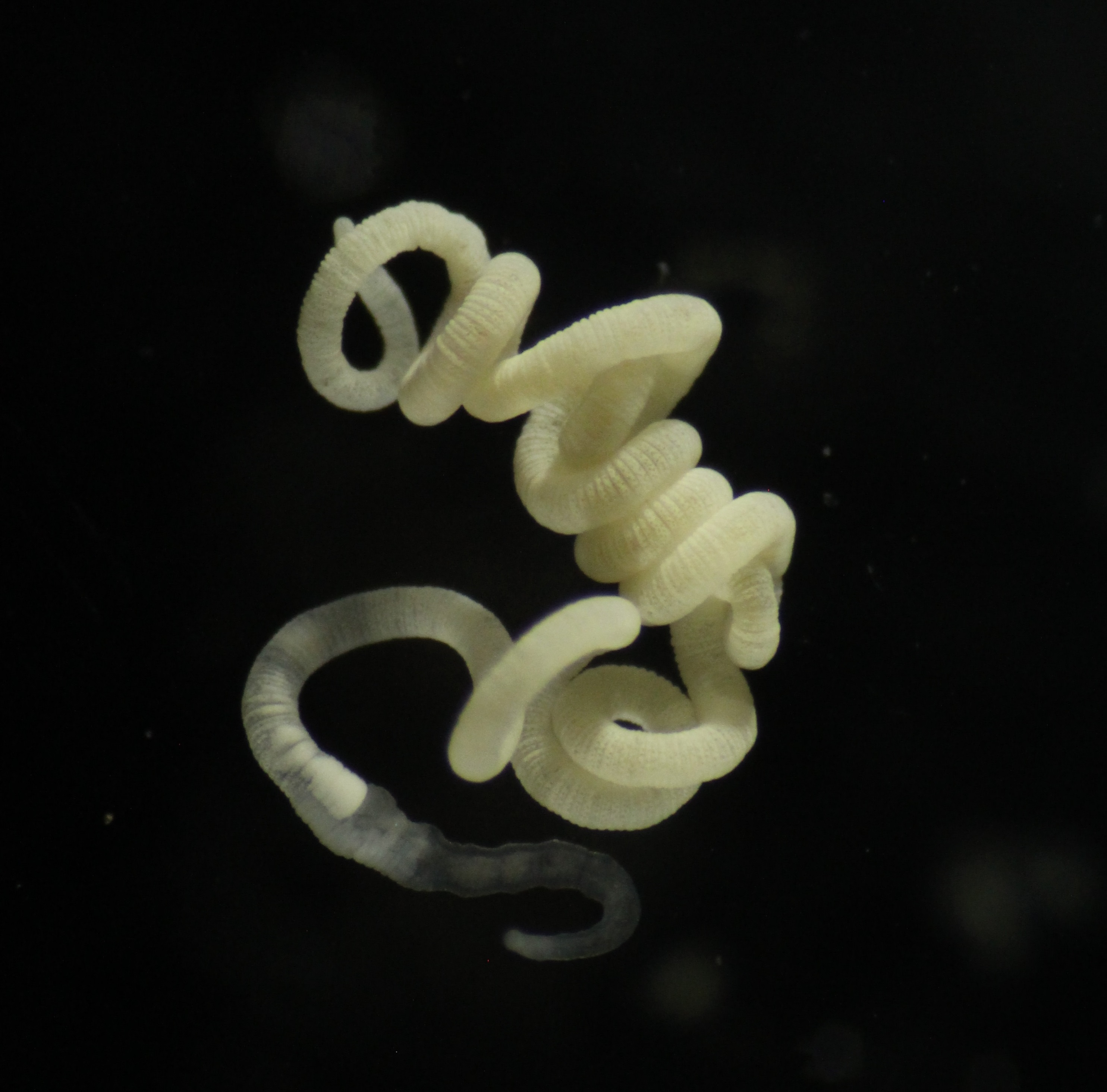
Olavius, una lombriz acuática de la familia Naididae

Actualmente no hay consenso sobre las relaciones filogenéticos, pero sí se considera que Oligochaeta es parafilético con respecto al clado Hirudinoidea (sanguijuelas) de acuerdo con el análisis morfológico y el filogenómico. El análisis de ADNr presente el siguiente resultado aproximado:
|  | Moniligastrida                         |
|  |                                        |
|  | Crassiclitellata (lombrices de tierra) |
|  |                                        |

|  | Lumbriculida                             |
|  |                                          |
|  | Hirudinoidea (clitélidos no oligoquetos) |
|  |                                          |

|  | Moniligastrida                         |
|  |                                        |
|  | Crassiclitellata (lombrices de tierra) |
|  |                                        |

|  | Lumbriculida                             |
|  |                                          |
|  | Hirudinoidea (clitélidos no oligoquetos) |
|  |                                          |

|  | Moniligastrida                         |
|  |                                        |
|  | Crassiclitellata (lombrices de tierra) |
|  |                                        |

|  | Lumbriculida                             |
|  |                                          |
|  | Hirudinoidea (clitélidos no oligoquetos) |
|  |                                          |

|  | Moniligastrida                         |
|  |                                        |
|  | Crassiclitellata (lombrices de tierra) |
|  |                                        |

|  | Lumbriculida                             |
|  |                                          |
|  | Hirudinoidea (clitélidos no oligoquetos) |
|  |                                          |

|  | Moniligastrida                         |
|  |                                        |
|  | Crassiclitellata (lombrices de tierra) |
|  |                                        |

|  | Lumbriculida                             |
|  |                                          |
|  | Hirudinoidea (clitélidos no oligoquetos) |
|  |                                          |

|  | Moniligastrida                         |
|  |                                        |
|  | Crassiclitellata (lombrices de tierra) |
|  |                                        |

|  | Lumbriculida                             |
|  |                                          |
|  | Hirudinoidea (clitélidos no oligoquetos) |
|  |                                          |

|  | Moniligastrida                         |
|  |                                        |
|  | Crassiclitellata (lombrices de tierra) |
|  |                                        |

|  | Lumbriculida                             |
|  |                                          |
|  | Hirudinoidea (clitélidos no oligoquetos) |
|  |                                          |

|  | Moniligastrida                         |
|  |                                        |
|  | Crassiclitellata (lombrices de tierra) |
|  |                                        |

|  | Lumbriculida                             |
|  |                                          |
|  | Hirudinoidea (clitélidos no oligoquetos) |
|  |                                          |

|  | Moniligastrida                         |
|  |                                        |
|  | Crassiclitellata (lombrices de tierra) |
|  |                                        |

|  | Lumbriculida                             |
|  |                                          |
|  | Hirudinoidea (clitélidos no oligoquetos) |
|  |                                          |

|  | Moniligastrida                         |
|  |                                        |
|  | Crassiclitellata (lombrices de tierra) |
|  |                                        |

|  | Lumbriculida                             |
|  |                                          |
|  | Hirudinoidea (clitélidos no oligoquetos) |
|  |                                          |

|  | Moniligastrida                         |
|  |                                        |
|  | Crassiclitellata (lombrices de tierra) |
|  |                                        |

|  | Lumbriculida                             |
|  |                                          |
|  | Hirudinoidea (clitélidos no oligoquetos) |
|  |                                          |

|  | Moniligastrida                         |
|  |                                        |
|  | Crassiclitellata (lombrices de tierra) |
|  |                                        |

|  | Lumbriculida                             |
|  |                                          |
|  | Hirudinoidea (clitélidos no oligoquetos) |
|  |                                          |

|  | Moniligastrida                         |
|  |                                        |
|  | Crassiclitellata (lombrices de tierra) |
|  |                                        |

|  | Lumbriculida                             |
|  |                                          |
|  | Hirudinoidea (clitélidos no oligoquetos) |
|  |                                          |

|  | Moniligastrida                         |
|  |                                        |
|  | Crassiclitellata (lombrices de tierra) |
|  |                                        |

|  | Lumbriculida                             |
|  |                                          |
|  | Hirudinoidea (clitélidos no oligoquetos) |
|  |                                          |

|  | Moniligastrida                         |
|  |                                        |
|  | Crassiclitellata (lombrices de tierra) |
|  |                                        |

|  | Lumbriculida                             |
|  |                                          |
|  | Hirudinoidea (clitélidos no oligoquetos) |
|  |                                          |

|  | Moniligastrida                         |
|  |                                        |
|  | Crassiclitellata (lombrices de tierra) |
|  |                                        |

|  | Lumbriculida                             |
|  |                                          |
|  | Hirudinoidea (clitélidos no oligoquetos) |
|  |                                          |

|  | Moniligastrida                         |
|  |                                        |
|  | Crassiclitellata (lombrices de tierra) |
|  |                                        |

|  | Lumbriculida                             |
|  |                                          |
|  | Hirudinoidea (clitélidos no oligoquetos) |
|  |                                          |

|  | Moniligastrida                         |
|  |                                        |
|  | Crassiclitellata (lombrices de tierra) |
|  |                                        |

|  | Lumbriculida                             |
|  |                                          |
|  | Hirudinoidea (clitélidos no oligoquetos) |
|  |                                          |

|  | Moniligastrida                         |
|  |                                        |
|  | Crassiclitellata (lombrices de tierra) |
|  |                                        |

|  | Lumbriculida                             |
|  |                                          |
|  | Hirudinoidea (clitélidos no oligoquetos) |
|  |                                          |

|  | Moniligastrida                         |
|  |                                        |
|  | Crassiclitellata (lombrices de tierra) |
|  |                                        |

|  | Lumbriculida                             |
|  |                                          |
|  | Hirudinoidea (clitélidos no oligoquetos) |
|  |                                          |

|  | Moniligastrida                         |
|  |                                        |
|  | Crassiclitellata (lombrices de tierra) |
|  |                                        |

|  | Lumbriculida                             |
|  |                                          |
|  | Hirudinoidea (clitélidos no oligoquetos) |
|  |                                          |

|  | Moniligastrida                         |
|  |                                        |
|  | Crassiclitellata (lombrices de tierra) |
|  |                                        |

|  | Lumbriculida                             |
|  |                                          |
|  | Hirudinoidea (clitélidos no oligoquetos) |
|  |                                          |

|  | Moniligastrida                         |
|  |                                        |
|  | Crassiclitellata (lombrices de tierra) |
|  |                                        |

|  | Lumbriculida                             |
|  |                                          |
|  | Hirudinoidea (clitélidos no oligoquetos) |
|  |                                          |

|  | Moniligastrida                         |
|  |                                        |
|  | Crassiclitellata (lombrices de tierra) |
|  |                                        |

|  | Lumbriculida                             |
|  |                                          |
|  | Hirudinoidea (clitélidos no oligoquetos) |
|  |                                          |

|  | Moniligastrida                         |
|  |                                        |
|  | Crassiclitellata (lombrices de tierra) |
|  |                                        |

|  | Lumbriculida                             |
|  |                                          |
|  | Hirudinoidea (clitélidos no oligoquetos) |
|  |                                          |

|  | Moniligastrida                         |
|  |                                        |
|  | Crassiclitellata (lombrices de tierra) |
|  |                                        |

|  | Lumbriculida                             |
|  |                                          |
|  | Hirudinoidea (clitélidos no oligoquetos) |
|  |                                          |

|  | Moniligastrida                         |
|  |                                        |
|  | Crassiclitellata (lombrices de tierra) |
|  |                                        |

|  | Lumbriculida                             |
|  |                                          |
|  | Hirudinoidea (clitélidos no oligoquetos) |
|  |                                          |

|  | Moniligastrida                         |
|  |                                        |
|  | Crassiclitellata (lombrices de tierra) |
|  |                                        |

|  | Lumbriculida                             |
|  |                                          |
|  | Hirudinoidea (clitélidos no oligoquetos) |
|  |                                          |

|  | Moniligastrida                         |
|  |                                        |
|  | Crassiclitellata (lombrices de tierra) |
|  |                                        |

|  | Lumbriculida                             |
|  |                                          |
|  | Hirudinoidea (clitélidos no oligoquetos) |
|  |                                          |

|  | Moniligastrida                         |
|  |                                        |
|  | Crassiclitellata (lombrices de tierra) |
|  |                                        |

|  | Lumbriculida                             |
|  |                                          |
|  | Hirudinoidea (clitélidos no oligoquetos) |
|  |                                          |

|  | Moniligastrida                         |
|  |                                        |
|  | Crassiclitellata (lombrices de tierra) |
|  |                                        |

|  | Lumbriculida                             |
|  |                                          |
|  | Hirudinoidea (clitélidos no oligoquetos) |
|  |                                          |

|  | Moniligastrida                         |
|  |                                        |
|  | Crassiclitellata (lombrices de tierra) |
|  |                                        |

|  | Lumbriculida                             |
|  |                                          |
|  | Hirudinoidea (clitélidos no oligoquetos) |
|  |                                          |

|  | Moniligastrida                         |
|  |                                        |
|  | Crassiclitellata (lombrices de tierra) |
|  |                                        |

|  | Lumbriculida                             |
|  |                                          |
|  | Hirudinoidea (clitélidos no oligoquetos) |
|  |                                          |

|  | Moniligastrida                         |
|  |                                        |
|  | Crassiclitellata (lombrices de tierra) |
|  |                                        |

|  | Lumbriculida                             |
|  |                                          |
|  | Hirudinoidea (clitélidos no oligoquetos) |
|  |                                          |

|  | Moniligastrida                         |
|  |                                        |
|  | Crassiclitellata (lombrices de tierra) |
|  |                                        |

|  | Lumbriculida                             |
|  |                                          |
|  | Hirudinoidea (clitélidos no oligoquetos) |
|  |                                          |

|  | Moniligastrida                         |
|  |                                        |
|  | Crassiclitellata (lombrices de tierra) |
|  |                                        |

|  | Lumbriculida                             |
|  |                                          |
|  | Hirudinoidea (clitélidos no oligoquetos) |
|  |                                          |

|  | Moniligastrida                         |
|  |                                        |
|  | Crassiclitellata (lombrices de tierra) |
|  |                                        |

|  | Lumbriculida                             |
|  |                                          |
|  | Hirudinoidea (clitélidos no oligoquetos) |
|  |                                          |

|  | Moniligastrida                         |
|  |                                        |
|  | Crassiclitellata (lombrices de tierra) |
|  |                                        |

|  | Lumbriculida                             |
|  |                                          |
|  | Hirudinoidea (clitélidos no oligoquetos) |
|  |                                          |

|  | Moniligastrida                         |
|  |                                        |
|  | Crassiclitellata (lombrices de tierra) |
|  |                                        |

|  | Lumbriculida                             |
|  |                                          |
|  | Hirudinoidea (clitélidos no oligoquetos) |
|  |                                          |

|  | Moniligastrida                         |
|  |                                        |
|  | Crassiclitellata (lombrices de tierra) |
|  |                                        |

|  | Lumbriculida                             |
|  |                                          |
|  | Hirudinoidea (clitélidos no oligoquetos) |
|  |                                          |

|  | Moniligastrida                         |
|  |                                        |
|  | Crassiclitellata (lombrices de tierra) |
|  |                                        |

|  | Lumbriculida                             |
|  |                                          |
|  | Hirudinoidea (clitélidos no oligoquetos) |
|  |                                          |

|  | Moniligastrida                         |
|  |                                        |
|  | Crassiclitellata (lombrices de tierra) |
|  |                                        |

|  | Lumbriculida                             |
|  |                                          |
|  | Hirudinoidea (clitélidos no oligoquetos) |
|  |                                          |

|  | Moniligastrida                         |
|  |                                        |
|  | Crassiclitellata (lombrices de tierra) |
|  |                                        |

|  | Lumbriculida                             |
|  |                                          |
|  | Hirudinoidea (clitélidos no oligoquetos) |
|  |                                          |

|  | Moniligastrida                         |
|  |                                        |
|  | Crassiclitellata (lombrices de tierra) |
|  |                                        |

|  | Lumbriculida                             |
|  |                                          |
|  | Hirudinoidea (clitélidos no oligoquetos) |
|  |                                          |

|  | Moniligastrida                         |
|  |                                        |
|  | Crassiclitellata (lombrices de tierra) |
|  |                                        |

|  | Lumbriculida                             |
|  |                                          |
|  | Hirudinoidea (clitélidos no oligoquetos) |
|  |                                          |

|  | Moniligastrida                         |
|  |                                        |
|  | Crassiclitellata (lombrices de tierra) |
|  |                                        |

|  | Lumbriculida                             |
|  |                                          |
|  | Hirudinoidea (clitélidos no oligoquetos) |
|  |                                          |

|  | Moniligastrida                         |
|  |                                        |
|  | Crassiclitellata (lombrices de tierra) |
|  |                                        |

|  | Lumbriculida                             |
|  |                                          |
|  | Hirudinoidea (clitélidos no oligoquetos) |
|  |                                          |

|  | Moniligastrida                         |
|  |                                        |
|  | Crassiclitellata (lombrices de tierra) |
|  |                                        |

|  | Lumbriculida                             |
|  |                                          |
|  | Hirudinoidea (clitélidos no oligoquetos) |
|  |                                          |

|  | Moniligastrida                         |
|  |                                        |
|  | Crassiclitellata (lombrices de tierra) |
|  |                                        |

|  | Lumbriculida                             |
|  |                                          |
|  | Hirudinoidea (clitélidos no oligoquetos) |
|  |                                          |

|  | Moniligastrida                         |
|  |                                        |
|  | Crassiclitellata (lombrices de tierra) |
|  |                                        |

|  | Lumbriculida                             |
|  |                                          |
|  | Hirudinoidea (clitélidos no oligoquetos) |
|  |                                          |

|  | Moniligastrida                         |
|  |                                        |
|  | Crassiclitellata (lombrices de tierra) |
|  |                                        |

|  | Lumbriculida                             |
|  |                                          |
|  | Hirudinoidea (clitélidos no oligoquetos) |
|  |                                          |

|  | Moniligastrida                         |
|  |                                        |
|  | Crassiclitellata (lombrices de tierra) |
|  |                                        |

|  | Lumbriculida                             |
|  |                                          |
|  | Hirudinoidea (clitélidos no oligoquetos) |
|  |                                          |

|  | Moniligastrida                         |
|  |                                        |
|  | Crassiclitellata (lombrices de tierra) |
|  |                                        |

|  | Lumbriculida                             |
|  |                                          |
|  | Hirudinoidea (clitélidos no oligoquetos) |
|  |                                          |

|  | Moniligastrida                         |
|  |                                        |
|  | Crassiclitellata (lombrices de tierra) |
|  |                                        |

|  | Lumbriculida                             |
|  |                                          |
|  | Hirudinoidea (clitélidos no oligoquetos) |
|  |                                          |

|  | Moniligastrida                         |
|  |                                        |
|  | Crassiclitellata (lombrices de tierra) |
|  |                                        |

|  | Lumbriculida                             |
|  |                                          |
|  | Hirudinoidea (clitélidos no oligoquetos) |
|  |                                          |

|  | Moniligastrida                         |
|  |                                        |
|  | Crassiclitellata (lombrices de tierra) |
|  |                                        |

|  | Lumbriculida                             |
|  |                                          |
|  | Hirudinoidea (clitélidos no oligoquetos) |
|  |                                          |

|  | Moniligastrida                         |
|  |                                        |
|  | Crassiclitellata (lombrices de tierra) |
|  |                                        |

|  | Lumbriculida                             |
|  |                                          |
|  | Hirudinoidea (clitélidos no oligoquetos) |
|  |                                          |

|  | Moniligastrida                         |
|  |                                        |
|  | Crassiclitellata (lombrices de tierra) |
|  |                                        |

|  | Lumbriculida                             |
|  |                                          |
|  | Hirudinoidea (clitélidos no oligoquetos) |
|  |                                          |

|  | Moniligastrida                         |
|  |                                        |
|  | Crassiclitellata (lombrices de tierra) |
|  |                                        |

|  | Lumbriculida                             |
|  |                                          |
|  | Hirudinoidea (clitélidos no oligoquetos) |
|  |                                          |

|  | Moniligastrida                         |
|  |                                        |
|  | Crassiclitellata (lombrices de tierra) |
|  |                                        |

|  | Lumbriculida                             |
|  |                                          |
|  | Hirudinoidea (clitélidos no oligoquetos) |
|  |                                          |

|  | Moniligastrida                         |
|  |                                        |
|  | Crassiclitellata (lombrices de tierra) |
|  |                                        |

|  | Lumbriculida                             |
|  |                                          |
|  | Hirudinoidea (clitélidos no oligoquetos) |
|  |                                          |

|  | Moniligastrida                         |
|  |                                        |
|  | Crassiclitellata (lombrices de tierra) |
|  |                                        |

|  | Lumbriculida                             |
|  |                                          |
|  | Hirudinoidea (clitélidos no oligoquetos) |
|  |                                          |

|  | Moniligastrida                         |
|  |                                        |
|  | Crassiclitellata (lombrices de tierra) |
|  |                                        |

|  | Lumbriculida                             |
|  |                                          |
|  | Hirudinoidea (clitélidos no oligoquetos) |
|  |                                          |

|  | Moniligastrida                         |
|  |                                        |
|  | Crassiclitellata (lombrices de tierra) |
|  |                                        |

|  | Lumbriculida                             |
|  |                                          |
|  | Hirudinoidea (clitélidos no oligoquetos) |
|  |                                          |

El clado Metagynophora, también llamado Megadrili u orden Megadrilacea, fue propuesto como superorden por Jamieson (1988) y ha sido respaldado por análisis filogenómicos.

## Sistemática
Tradicionalmente, Oligochaeta se dividió en dos grandes grupos: Microdrili y Megadrili (Benham 1890). Un sistema basado en datos morfológicos propone la siguiente taxonomía (en subclases, superórdenes y órdenes):
Microdrili (lombrices pequeñas y acuáticas)
- Lumbriculata 
  - Lumbriculida
- Tubificata
  - Enchytraeida
  - Tubificida

Megadrili (lombrices grandes)
- Diplotesticulata
  - Haplotaxida
  - Moniligastrida
  - Opisthofora
- Crassiclitellata (lombrices terrestres)
  - Crassiclitellata

Recientes análisis cladísticos basados en datos moleculares sugieren que los oligoquetos y los hirudíneos serían subclases de la clase clitelados (Clitellata). En otras clasificaciones más tradicionales, los clitelados tiene rango de superclase y por tanto oligoquetos e hirudíneos se elevan a clases. Así, según Brusca y Brusca:
- Clase Oligochaeta
  - Orden Lumbriculida
    - Familia  Lumbriculidae

  - Orden Moniligastrida
    - Familia  Moniligastridae

  - Orden Haplotaxida
    - Familia  Alidae
    - Familia  Megascolecidae
    - Familia  Tubificidae
    - Familia  Naidiade
    - Familia  Lumbricidae
    - Familia  Hormogastridae
    - Familia  Microchaetidae
    - Familia  Tritogeniidae